# Cherokee County (South Carolina)
Cherokee County ist ein County im Bundesstaat South Carolina der Vereinigten Staaten. Das U.S. Census Bureau hat bei der Volkszählung 2020 eine Einwohnerzahl von 56.216 ermittelt. Der Verwaltungssitz (County Seat) ist Gaffney.

## Geographie
Das County liegt im Norden von South Carolina, grenzt an North Carolina und hat eine Fläche von 1029 Quadratkilometern, wovon 12 Quadratkilometer Wasserfläche sind. Es grenzt im Uhrzeigersinn an folgende Countys: Rutherford County und Cleveland County in North Carolina, Union County und Spartanburg County.

## Geschichte
Cherokee County wurde am 25. Februar 1897 gebildet. Benannt wurde es nach dem Indianervolk der Cherokee.

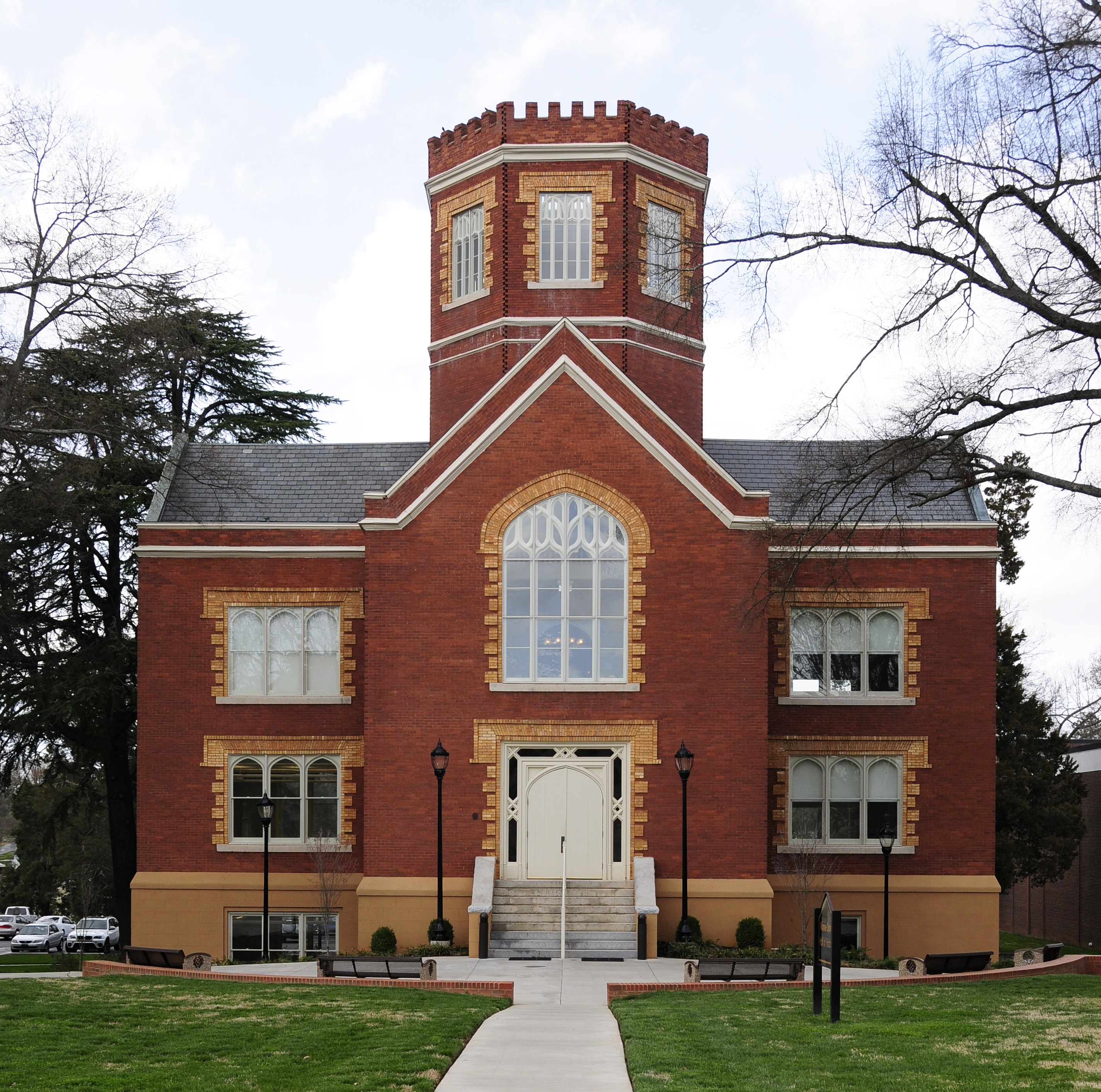
Die Winnie Davis Hall ist einer von 23 Einträgen des Countys im NRHP.

23 Bauwerke und Stätten des Countys sind im National Register of Historic Places (NRHP) eingetragen (Stand 27. Juli 2018).

## Demografische Daten
Nach der Volkszählung im Jahr 2000 lebten im Cherokee County 52.537 Menschen in 20.495 Haushalten und 14.612 Familien. Die Bevölkerungsdichte betrug 52 Einwohner pro Quadratkilometer. Ethnisch betrachtet setzte sich die Bevölkerung zusammen aus 76,92 Prozent Weißen, 20,56 Prozent Afroamerikanern, 0,20 Prozent amerikanischen Ureinwohnern, 0,31 Prozent Asiaten, 0,02 Prozent Bewohnern aus dem pazifischen Inselraum und 1,16 Prozent aus anderen ethnischen Gruppen; 0,84 Prozent stammten von zwei oder mehr Ethnien ab. 2,08 Prozent der Bevölkerung waren spanischer oder lateinamerikanischer Abstammung.
Von den 20.495 Haushalten hatten 32,7 Prozent Kinder unter 18 Jahre, die bei ihnen lebten. 51,3 Prozent waren verheiratete, zusammenlebende Paare, 15,4 Prozent waren allein erziehende Mütter, 28,7 Prozent waren keine Familien, 25,0 Prozent waren Singlehaushalte und in 9,4 Prozent lebten Menschen mit 65 Jahren oder darüber. Die Durchschnittshaushaltsgröße betrug 2,53 und die durchschnittliche Familiengröße betrug 3,01 Personen.
25,8 Prozent der Bevölkerung war unter 18 Jahre alt. 9,0 Prozent zwischen 18 und 24, 29,6 Prozent zwischen 25 und 44, 23,2 Prozent zwischen 45 und 64 und 12,4 Prozent waren 65 Jahre alt oder älter. Das Durchschnittsalter betrug 35 Jahre. Auf 100 weibliche Personen kamen 93,8 männliche Personen und auf 100 Frauen im Alter von 18 Jahren und darüber kamen 90,7 Männer.
Das jährliche Durchschnittseinkommen eines Haushalts betrug 33.787 USD, das Durchschnittseinkommen einer Familie betrug 39.393 USD. Männer hatten ein Durchschnittseinkommen von 30.984 USD, Frauen 21.298 USD. Das Prokopfeinkommen betrug 16.421 USD. 11,0 Prozent der Familien und 13,9 Prozent der Bevölkerung lebten unterhalb der Armutsgrenze.

## Orte im Cherokee County
Im Cherokee County liegen vier Gemeinden, davon zwei Cities und zwei Towns. Zu Statistikzwecken führt das U.S. Census Bureau einen Census-designated place, der dem County unterstellt ist und keine Selbstverwaltung besitzt. Dieser ist wie die Unincorporated Communities gemeindefreies Gebiet.
| Cities - Chesnee 1 - Gaffney | Towns - Blacksburg - Smyrna 2 |

Census-designated place (CDP)
- East Gaffney

andere Unincorporated Communities
| - Cashion Crossroads - Cherokee Falls - Corinth | - Draytonville - Goucher - Grassy Pond | - Macedonia - State Line - Thicketty |

Ghost Town
- Ezell